# Lycodon flavozonatus
Espèce
Synonymes
- Dinodon flavozonatum Pope, 1928
- Dinodon rufozonatum meridionale Bourret, 1935

Statut de conservation UICN

 LC  : Préoccupation mineure
Lycodon flavozonatus est une espèce de serpents de la famille des Colubridae.

## Répartition
Cette espèce se rencontre :
- dans le nord de la Birmanie ;
- dans le nord du Viêt Nam ;
- en Chine dans les provinces de Fujian, Guangdong et Hainan.

## Description
Dans sa description Pope indique que le spécimen en sa possession mesure environ 96 cm dont 20 cm pour la queue. Son dos est noir avec 68 fines rayures jaunes à intervalle régulier. Sa gorge est blanche à l'exception d'un motif noir dans la partie antérieure des labiales.

## Étymologie
Son nom d'espèce, du latin flavo, « jaune », et zonatus, « bandes », lui a été donné en référence à sa coloration.

## Publication originale
- Pope, 1928 : Four new snakes and a new lizard from South China. American Museum Novitates, no 325, p. 1-4 (texte intégral).